# Josef Koranda
Josef Koranda (* 24. Juli 1933 in Südböhmen; † 30. April 2013 in Ravensburg) war ein deutscher Kunstpädagoge, Schuldrucker und Schriftkünstler.

## Leben und Wirken
Josef Koranda, geboren in Südböhmen (Tschechoslowakei), hat nach der Vertreibung die Volksschule in Lautern besucht. Nach seinem Abitur in Ellwangen absolvierte er eine Schriftsetzerlehre. 1959 begann Koranda eine Lehrerausbildung in Schwäbisch
Gmünd, hielt eine Lehrprobe über „Die Erfindung Gutenbergs“ und studierte mit dem Schwerpunkt Kunstgeschichte. Seine künstlerischen Vorbilder waren Johannes Itten und Paul Klee.
In der Dorfschule in Wessingen (bei Hechingen) war der gelernte Schriftsetzer ein Pädagoge, der das freie Gestalten seiner Schüler förderte, wie es der französische Reformpädagoge Freinet tat. In dieser Dorfschule erhielt er seine erste Ausstattung für eine Schuldruckerei.
Josef Koranda war viele Jahre in der Oberschwabenschule (heute: Bildungszentrum St. Konrad) in Ravensburg als Kunsterzieher und Grundschullehrer tätig. Von 1971 bis zu seiner krankheitsbedingten Frühpensionierung im Jahre 1993 begeisterte der vielseitige Kunsterzieher unzählige Kinder und Jugendliche für das Kulturgut Schrift, Drucken, Buch und all die vielen Techniken, die damit zusammenhängen.
- Er ließ die Erstklässler ihre eigene Fibel gestalten und drucken, betreute Schülerzeitungen und illustrierte Schulbücher.
- Mit Grundschülern „entdeckte“ er alternative Materialien für Bilddrucktechniken:
  - Kartondruck und „Milchtütendruck“ statt Holzschnitt,
  - durchsichtige Rhenalonplatten für die Kaltnadel-Radierung.

Koranda erhielt 1996 beim Freinet-Symposion in Kassel den anlässlich des 100. Geburtstages des französischen Lehrers erstmals vergebenen Célestin-Freinet-Preis der Universität Kassel.

Bilddrucke und Schreibwerkstatt
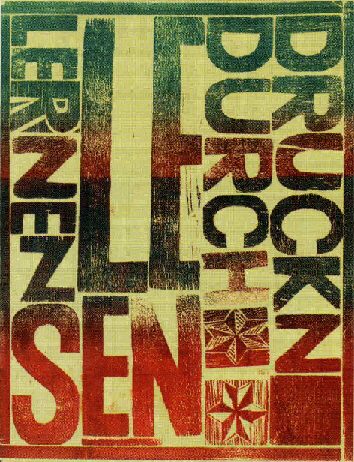
Holzschnitt-Buchstaben: „LESEN DURCH DRUCKEN“
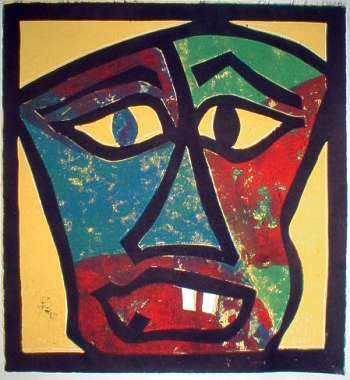
Mehrfarbiger  Kartondruck (Ritz- und Schäldruck)
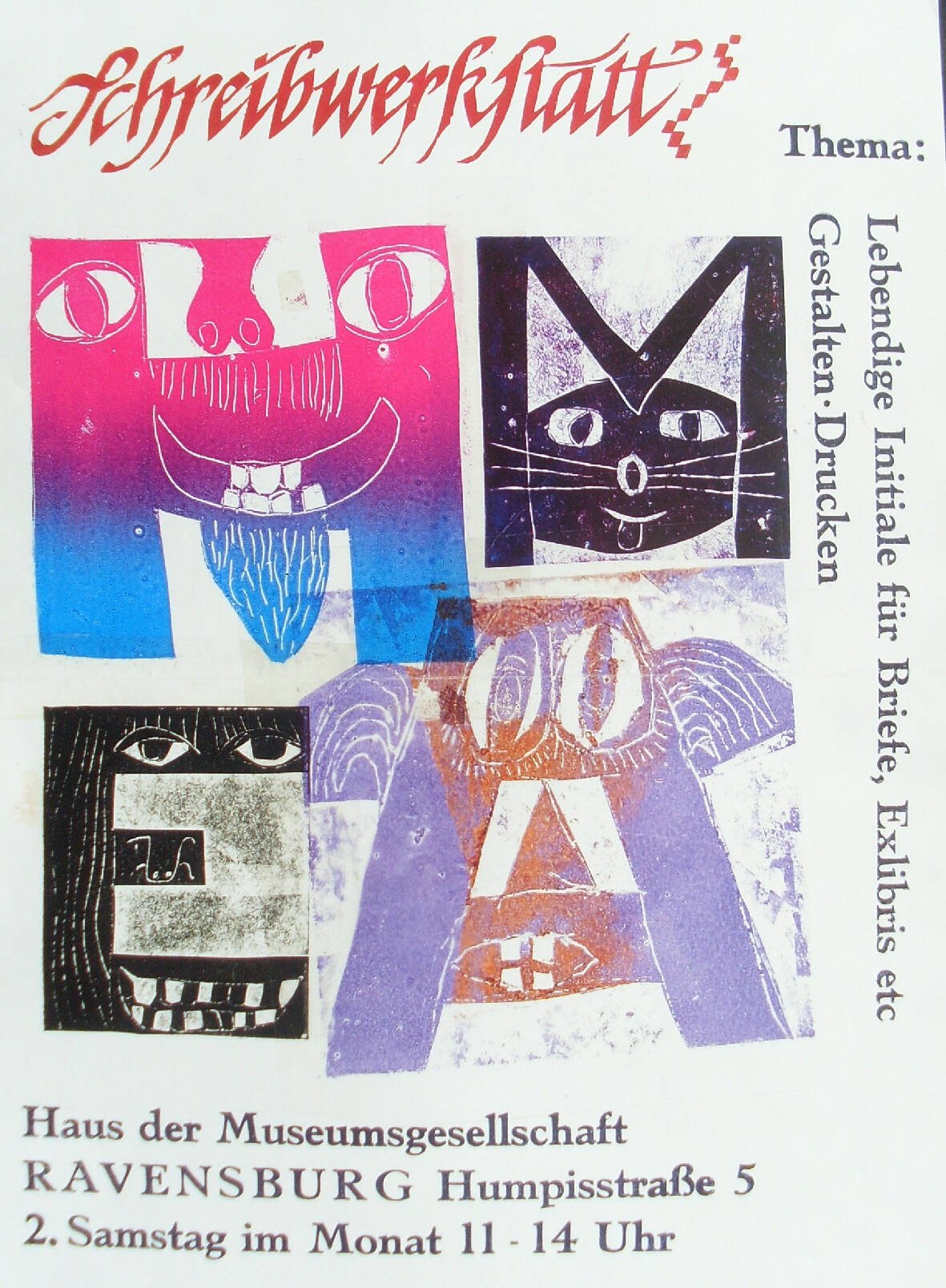
Plakat der Schreibwerkstatt: Initialen („Milchtütendruck“)
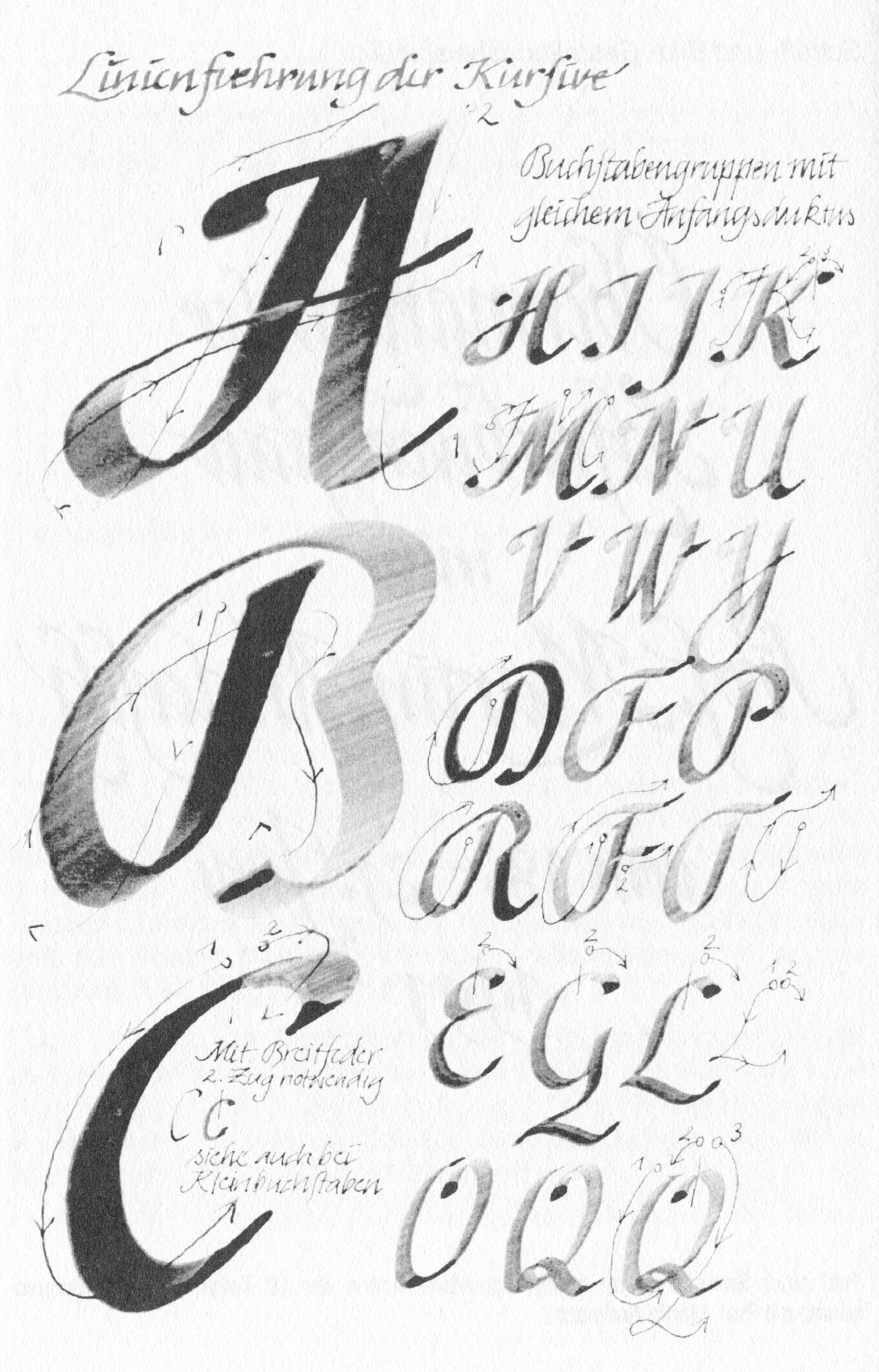
Kursive Versalien mit der Rohrfeder (Cancellaresca)

Durch die Begegnung mit Martin Andersch 1988 erweiterte sich der „druckende Koranda“ zum „schreibenden Koranda“. In zahlreichen Lehrerfortbildungen brachte er wie sein Vorbild, Martin Andersch, den Lehrern die Humanistische Kursive in der Form der Cancellaresca corsiva von Arrighi nah. Der Schriftkünstler gab den Teilnehmern als erstes Packpapier und eine Rohrfeder in die Hand. Sie sollten erfahren, dass Buchstaben mehr sind als bloß Informationsträger. Im Jahr 2003 wurde Koranda von der Museumsgesellschaft Ravensburg gebeten, im Humpishaus eine Schreibwerkstatt für museumspädagogische Aktivitäten einzurichten.